# Oakville (Ontario)
Oakville is een Canadese plaats ten westen van Toronto en Mississauga in de provincie Ontario. Het heeft 155.700 inwoners op een oppervlakte van 138,58 km².

## Geschiedenis
De kolonisatie van het gebied door Britse immigranten begon in 1807 aan de Dundas Street, een militaire verkeersader, en de oever van het Ontariomeer.

## Economie
In Oakville zijn de Canadese hoofdkantoren gevestigd van fastfood ketens Tim Hortons, Teriyaki Experience en Wendy’s.
Een van de belangrijkste werkgevers is Ford Motor Company. In Oakville worden diverse automodellen geassembleerd.

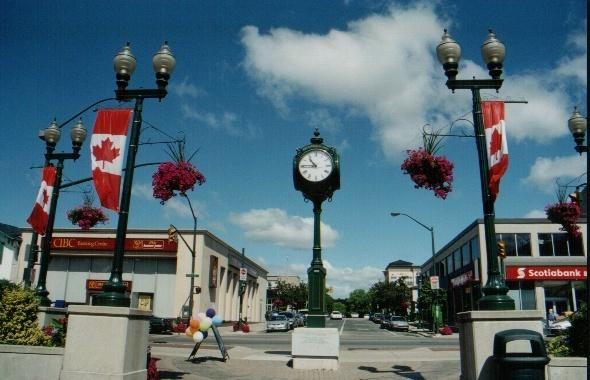
Centrum van Oakville

## Geboren
- Alexandra 'Allie X' Hughes (31 juli 1985), singer-songwriter
- Evan McEachran (6 maart 1997), freestyleskiër
- Michael Leonard (26 maart 2004), wielrenner